# Шимичи
Шимичи (серб. Шимићи / Šimići) — село в общине Баня-Лука Республики Сербской Боснии и Герцеговины. Население составляет 50 человек по переписи 2013 года. Располагается в западной части общины, в 10 км от города Баня-Лука.

## Население

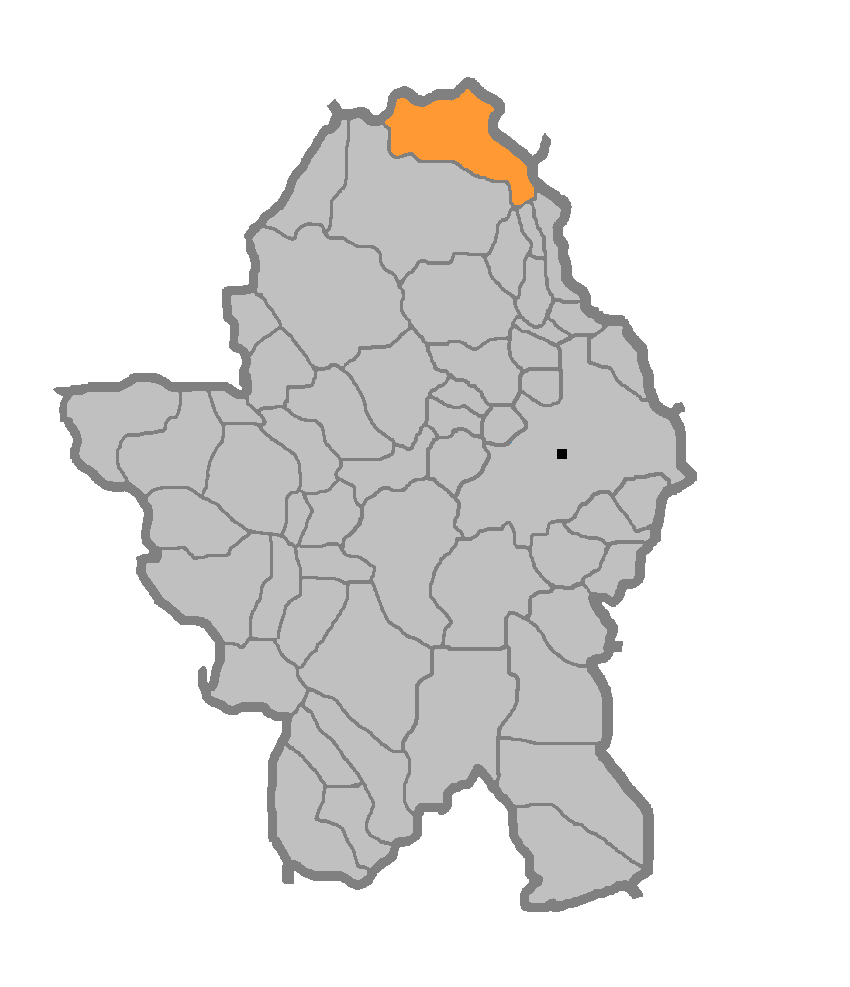
Шимичи и их территория на карте общины Баня-Лука